# Mejrav Kohen
Mejrav Kohen (hebrejsky מֵירַב כֹּהֵן‎, anglicky Meirav Cohen; * 26. srpna 1983 Jeruzalém, Izrael) je izraelská politička a bývalá poslankyně Knesetu za stranu Ješ atid. V letech 2019 až 2021 byla poslankyní Knesetu za alianci Kachol lavan a od května 2020 do ledna 2021 zastávala funkci ministryně pro sociální rovnost. Do funkce nastoupila opět v červnu 2021.

## Životopis

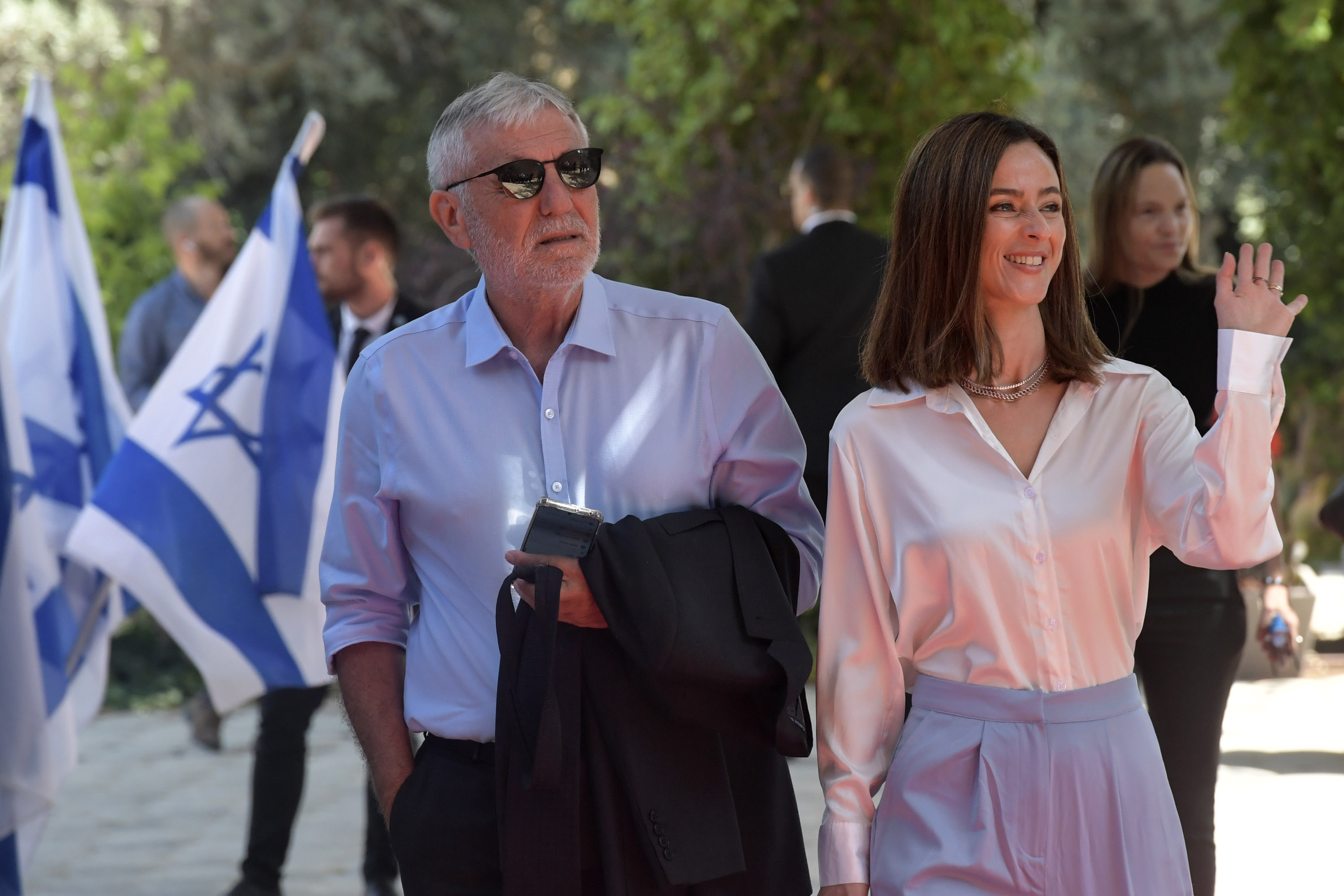
Mejrav Kohen a Me'ir Kohen v prezidentském sídle Bejt ha-Nasi (14. červen 2021)

Kohen se narodila v Jeruzalémě do rodiny sefardských Židů, kteří se tam přistěhovali z Maroka. Navštěvovala střední školu v Mevaseret Cijon. Během vojenské služby v Izraelských obranných silách působila v armádním rozhlase jako produkční a editorka. Studovala na Hebrejské univerzitě v Jeruzalémě, kde získala bakalářský titul v oblasti ekonomie a managementu obchodu a magisterský titul v oblasti managementu obchodu a územního plánování. V roce 2004 byla jmenována sociálně-ekonomickou mluvčí úřadu premiéra.
V roce 2011 byla zvolena do jeruzalémské městské rady, v níž byla součástí komise pro mládež. Vstoupila také do ha-Tnu'a a ve volbách do Knesetu v roce 2013 byla na kandidátní listině strany na devátém místě (strana získala pouze šest mandátů). Před volbami v dubnu 2019 vstoupila do Chosen le-Jisra'el. Po vstupu do aliance Kachol lavan se umístila na sedmnáctém místě společné kandidátky a byla zvolena do Knesetu, kde aliance získala 35 křesel. Do Knesetu byla opět zvolena v září 2019 a v březnu 2020. V květnu 2020 byla v nové vládě jmenována ministryní pro sociální rovnost. V lednu 2021 opustila Kachol lavan a přidala se k Ješ atid. V červenci 2021 odstoupila z Knesetu.
Kohen je vdaná za Juvala Admona a mají tři děti. Rodina žije v jeruzalémské čtvrti Jefe Nof.